# Sainte-Anne (Guadalupa)
Sainte-Anne è un comune francese di 20 385 abitanti situato sulla costa meridionale dell'isola di Grande-Terre e facente parte del dipartimento d'oltre mare di Guadalupa. Il suo territorio è suddiviso tra due cantoni.
Storicamente (XVIII secolo - inizio del XX secolo) fu un importante porto commerciale e centro di produzione della canna da zucchero, nonché la sede locale dell'Ammiragliato di Francia (fino all'abolizione dell'istituzione con la Rivoluzione francese).

La sua economia è ancora legata all'agricoltura, nonostante che negli ultimi vent'anni sia stata avviata la riconversione all'industria turistica come stazione balneare.